# Kamishikamau-shipiss
De Kamishikamau-shipiss is een rivier in de Canadese provincie Newfoundland en Labrador. De 26 km lange rivier bevindt zich in het oosten van het schiereiland Labrador.

## Toponymie
De benaming Kamishikamau-shipiss (IPA: [ka:miʃikəma:w-ʃi:pi:s]) komt uit het Innu, de taal van het gelijknamige volk dat traditioneel in het gebied leeft. De naam kan vertaald worden als "riviertje van het grote meer" en verwijst naar Kamishikamat, het meer waar de rivier zijn oorsprong heeft.

## Verloop
De rivier vindt zijn oorsprong in Kamishikamat, een groot meer in de wildernis van Zuidoost-Labrador. Hij verlaat dat meer aan het oostelijke uiteinde, waarna hij gedurende bijna 21 km vrijwel onafgebroken in oostelijke richting stroomt. Al doende stroomt de Kamishikamau-shipiss doorheen verschillende naamloze meertjes en wordt hij door meerdere naamloze zijrivieren gevoed. De belangrijkste en enige officieel benoemde zijrivier is de Kanutaikanit-shipiss.
Daarna draait de rivier noordwaarts om anderhalve kilometer verder in een groot naamloos meer uit te monden; dat meer maakt nog deel uit van de loop van de Kamishikamau-shipiss. Zo'n drieënhalve kilometer ten oosten van die uitmonding, aan het oostelijkste punt van dat meer, loopt het water over naar de grote Eagle River. Die rivier mondt 2 km verder zuidwaarts zelf uit in het meer Iatuekupau.
De plaats waar de Kamishikamau-shipiss in de Eagle River uitmondt bevindt zich nét buiten de parkgrens van het nationaal park Mealy Mountains.